# Kiesleeftijd

Kiesleeftijd:
16
17
18
19
20
21

De kiesleeftijd is de leeftijd waarop een burger van een land wettelijk gezien mag gaan stemmen (het actief kiesrecht krijgt). Dit moet echter niet verward worden met de leeftijd waarop iemand het passief kiesrecht krijgt, dat wil zeggen dat hij of zij verkozen kan worden. Die leeftijd kan verschillend zijn voor lokale en nationale vertegenwoordigingen en kan hoger, maar ook lager liggen dan de kiesleeftijd.
De belangrijkste reden om een minimale kiesleeftijd in te stellen is dat aangenomen wordt dat personen onder de vastgestelde leeftijd nog niet capabel zijn om onafhankelijk een stem uit te brengen. Wegens het belang van de kiesleeftijd wordt die meestal opgenomen in de grondwet.
Het grootste deel van de landen heeft de kiesleeftijd vastgezet op de leeftijd van 18 jaar, meestal ook de leeftijd waarop men volwassen wordt. In vroegere tijden echter was de kiesleeftijd meestal 21 jaar, wat in Aruba en Suriname nog altijd de leeftijd is waarop iemand verkozen kan worden. In de jaren 1970 begon een wereldwijde tendens om de kiesleeftijd op 18 jaar zetten. Dertig jaar later begon de discussie over het verder verlagen er van.

## België
In 1981 werd in België de kiesleeftijd verlaagd van 21 naar 18 jaar. In 2015 stelden de partijen Open Vld, Groen en Ecolo voor stemrecht voor 16- en 17-jarigen in te voeren. De verplichting om te stemmen zou op 18 jaar blijven.

## Luxemburg
In Luxemburg is er net zoals in België stemplicht vanaf 18 jaar. In een referendum gehouden op 7 juni 2015 werd het voorstel om stemrecht in te voeren voor 16- en 17-jarigen verworpen door 81% van de Luxemburgers.

## Nederland
Aanvankelijk was de kiesleeftijd in Nederland 25 jaar. In 1946 werd deze verlaagd tot 23 jaar, in 1963 tot 21 jaar, de leeftijd waarop men toen als volwassen werd beschouwd, en in 1972 tot 18 jaar. De leeftijd waarop men in de Tweede Kamer gekozen kon worden werd in 1963 verlaagd van 30 naar 25 jaar, in 1971 naar 21 jaar en in 1983 naar 18 jaar.